# John Adair (gouverneur)
Vous lisez un « bon article » labellisé en 2015.
Pour les articles homonymes, voir John Adair et Adair.
John Adair, né le 9 janvier 1757 dans le comté de Chester (Caroline du Sud) et mort le 19 mai 1840 dans le comté de Mercer (Kentucky), est un pionnier, militaire et homme politique américain. Il est le 8e gouverneur du Kentucky et le représentant de cet État à la Chambre des représentants et au Sénat des États-Unis.
Originaire de Caroline du Sud, Adair s'enrôle dans la milice durant la guerre d'indépendance des États-Unis. Il est capturé deux fois et détenu comme prisonnier par les Britanniques. Après la guerre, il est élu délégué à la convention de la Caroline du Sud pour ratifier la Constitution des États-Unis. Après avoir déménagé dans le Kentucky en 1786, John Adair participe à la guerre amérindienne du Nord-Ouest, dans laquelle il prend part à une escarmouche contre le chef de la tribu des Miamis, Michikinikwa, près de Fort St. Clair en 1792. Son combat durant la guerre le fait connaître et il entre en politique en 1792 comme délégué à la convention constitutionnelle du Kentucky.
Après la séparation du Kentucky et de la Virginie, Adair est élu à la Chambre des représentants du Kentucky en 1793 et y reste jusqu'en 1803. Il est élu président de la Chambre du Kentucky en 1802 et 1803, ainsi que délégué à la deuxième convention constitutionnelle de l'État en 1799. En novembre 1805, il reprend le siège au Sénat des États-Unis laissé vacant par John Breckinridge qui démissionne pour devenir procureur général des États-Unis, mais il échoue à remporter l'élection de plein mandat en novembre 1806 en raison de son implication dans la conspiration de Burr. Après une longue bataille juridique, il est acquitté et son accusateur, le général James Wilkinson, est condamné à présenter des excuses, mais la publicité négative induite par cette affaire l'écarte de la vie politique pendant près d'une décennie.
La participation de John Adair à la guerre anglo-américaine de 1812 et ses prises de positions pour défendre les soldats du Kentucky, accusés par Andrew Jackson d'avoir fait preuve de lâcheté lors de la bataille de La Nouvelle-Orléans, rétablissent sa réputation. Il retourne à la Chambre des représentants en 1817 et Isaac Shelby, gouverneur du Kentucky et ancien officier commandant d'Adair durant la guerre, le nomme adjudant-général de la milice du Kentucky. En 1820, Adair est élu gouverneur sur les promesses d'une aide financière pour les habitants durement touchés par la crise bancaire de 1819. À cette fin, il crée la Banque du Commonwealth, mais l'essentiel de ses réformes financières ultérieures est jugé inconstitutionnel par la Cour d'appel du Kentucky, ce qui déclenche la controverse des Cours d'appel du Kentucky. Après son mandat de gouverneur, Adair obtient un mandat à la Chambre des représentants des États-Unis, mais ne concourt pas à sa réélection. Il meurt le 19 mai 1840 dans sa ferme à Harrodsburg dans le Kentucky. Trois comtés portent le nom d’« Adair » en son hommage, dans le Kentucky, le Missouri et l'Iowa, tout comme les villes d'Adairville au Kentucky et d'Adair dans l'Iowa.

## Jeunesse
John Adair naît le 9 janvier 1757, dans le comté de Chester en Caroline du Sud. Il est le fils d'immigrants écossais, Baron William et Mary (Moore) Adair,. Il étudie à l'école de Charlotte en Caroline du Nord et il est enrôlé dans la milice de Caroline du Sud au début de la guerre d'indépendance des États-Unis. Il est affecté dans le régiment de son ami, Edward Lacey, sous le commandement du colonel Thomas Sumter et il participe à la bataille de Rocky Mount ainsi qu'à la bataille d'Hanging Rock,.
Lors de la victoire des Britanniques sur les colons à la bataille de Camden le 16 août 1780, Adair est fait un prisonnier. Durant ses longs mois de captivité, il est traité durement par ses geôliers et contracte la variole. Bien qu'il ait réussi à s'échapper, Adair n'arrive pas à rejoindre les troupes américaines en raison de sa santé. Il est repris par le colonel britannique Banastre Tarleton après seulement trois jours d'échappée. Il est libéré lors d'un échange de prisonniers quelque temps après. En 1781, il est nommé sous-lieutenant dans la milice de Caroline du Sud et combat à la bataille de Eutaw Springs, dernière grande bataille de la guerre dans les États de Caroline. Après la guerre, son ami Edward Lacey est élu shérif du comté de Chester et Adair le remplace dans son ancienne fonction de juge de paix du comté. Il est choisi comme délégué au congrès de Caroline du Sud afin de ratifier la Constitution des États-Unis en 1787.
En 1784, John Adair épouse Katherine Palmer. Ils ont douze enfants, dont dix filles. Une de ses filles se marie avec Thomas Bell Monroe, qui sert comme secrétaire d'État d'Adair avant d'être nommé à un poste de juge fédéral. En 1786 la famille Adair migre vers l'Ouest du Kentucky et s'installe dans le comté de Mercer.

## Guerre amérindienne du Nord-Ouest

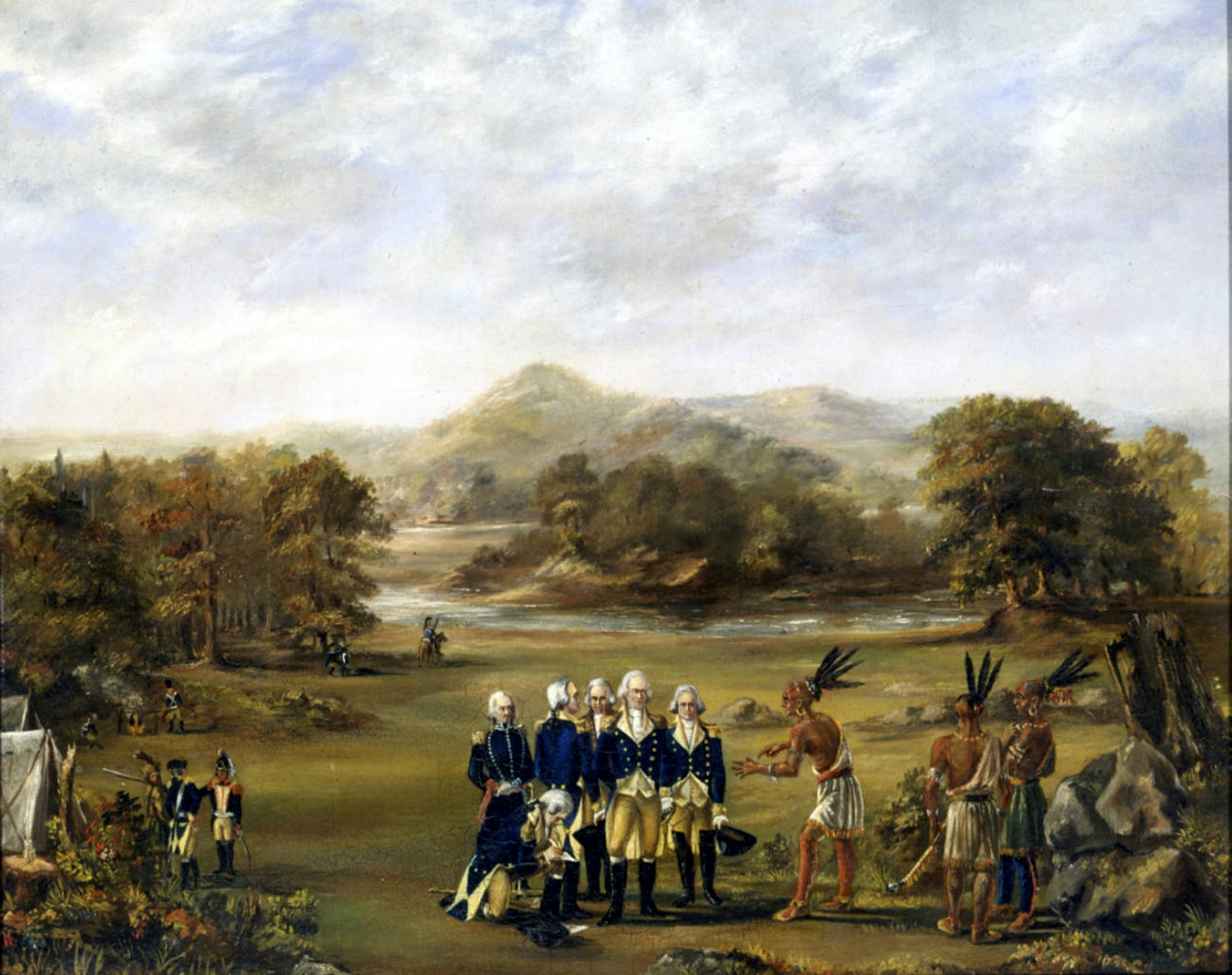
Le traité de Greenville met fin au conflit.

Enrôlé comme capitaine dans la guerre amérindienne du Nord-Ouest en 1791, Adair est rapidement promu au grade de major et affecté à la brigade de James Wilkinson,. Le 6 novembre 1792, un groupe d'Indiens Miamis sous le commandement du chef Michikinikwa se retrouve au contact d'Adair et d'une centaine de ses hommes durant une mission de reconnaissance près de Fort St. Clair dans l'Ohio. Lorsque les Indiens lancent leur attaque, Adair ordonne au lieutenant George Madison d'attaquer leur flanc droit tandis que lui et 25 hommes attaquent le flanc gauche. La manœuvre force les Miamis à reculer et permet aux hommes d'Adair de s'échapper. Ils regagnent leur camp bien défendu, forçant les Miamis à se retirer. Six hommes d'Adair ont été tués ; quatre autres ont été portés disparus et cinq ont été blessés. Parmi les blessés, se trouvent le futur gouverneur du Kentucky George Madison et Richard Taylor, père du futur président américain Zachary Taylor.
Reconnaissant sa bravoure et sa compétence au combat, les supérieurs de John Adair le promeuvent lieutenant-colonel. Il est affecté sous le commandement de Charles Scott, qui deviendra le quatrième gouverneur du Kentucky. Il participe à la construction et aux opérations de Fort Greeneville en 1794, qui soutient Anthony Wayne lors de ses opérations qui aboutissent à la victoire décisive de la bataille de Fallen Timbers.

## Début de carrière politique
Rendu populaire par sa carrière militaire, Adair est choisi comme délégué à la convention constitutionnelle du Kentucky en 1792. Lors de l'admission de l'État dans l'Union, il est élu à la Chambre des représentants du Kentucky, de 1793 à 1795. Il continue son action au sein de la milice du Kentucky. Le 25 février 1797, il est promu général de brigade et commandant de la 2e brigade de la milice du Kentucky. Il est promu major-général et nommé commandant de la 2e division de la milice du Kentucky le 16 décembre 1799.
Adair retourne à la Chambre des représentants du Kentucky en 1798. Il est choisi comme délégué lors du vote organisé sur la nouvelle convention constitutionnelle du Kentucky en 1799 afin de corriger les faiblesses de la première constitution. Lors de la convention, il se fait chef de file d'un groupe de délégués politiquement ambitieux qui s'opposent à la limitation des pouvoirs et mandats des élus. Il est à nouveau élu à la Chambre du Kentucky de 1800 à 1803. Il se présente pour un siège au Sénat des États-Unis en 1800, mais il est largement battu par John Breckinridge. En 1802, Adair succède à Breckinridge comme président de la Chambre en s'opposant à Elder David Purviance, le candidat soutenu par le gouverneur James Garrard. Un poste qu'il occupe jusqu'à la fin de son mandat. En 1802, les législateurs du Kentucky, créent le comté d'Adair en hommage à leur président très populaire.
En janvier 1804, le gouverneur James Garrard nomme Adair au State land office (cadastre d'État). John Adair était le septième nom soumis par le gouverneur Garrard au Sénat du Kentucky ; son approbation marque la fin de deux mois d'imbroglio entre Garrard et les législateurs. Cette même année, John Adair se porte candidat pour un siège au Sénat américain alors occupé par John Brown. La candidature de Brown à sa réélection reçoit le soutien d'Henry Clay, et Adair obtient celui de Felix Grundy. Grundy accusa Brown d'avoir participé à un complot visant à faire du Kentucky une province espagnole, égratignant la popularité de Brown. L'élection est très serrée et nécessite six scrutins consécutifs. Henry Clay apporte finalement son soutien à Buckner Thruston, un candidat moins polémique qui bat Adair au septième tour de scrutin. L'influence de Felix Grundy continue à croître à l'assemblée, et quand John Breckinridge se résigne à accepter le poste de procureur général des États-Unis offert par le président Thomas Jefferson en août 1805, le Sénat choisit John Adair pour combler la vacance du second siège de sénateur du Kentucky au Sénat américain.

## La conspiration de Burr

Aaron Burr par John Vanderlyn (1802).

L'ancien vice-président Aaron Burr traverse le Kentucky en 1805, afin de se rendre à Frankfort pour y rencontrer l'ancien sénateur John Brown le 25 mai. Pendant son voyage, il consulte de nombreux politiciens importants, dont John Adair sur la possibilité d'arracher le Mexique à l'Espagne. La plupart de ceux avec qui il s'entretient pense qu'il agit pour le compte du gouvernement fédéral afin d'étendre le territoire américain au Mexique. Adair partage cette opinion, en particulier après avoir reçu des lettres de son ancien commandant, James Wilkinson, qui semblait le confirmer. Cependant, en 1806, Aaron Burr est arrêté à Frankfort sur des accusations de trahison ; il est accusé d'avoir voulu créer une nouvelle nation indépendante en terres espagnoles. James Wilkinson était justement l'un des compagnons de Burr qui œuvra pour la sécession d'une partie de l'Union lors de cette conspiration de Burr.
Le procès, débute le 11 novembre. Convaincu de son innocence, Henry Clay représente Aaron Burr, tandis que Joseph Hamilton Daveiss est procureur et que Harry Innes préside le tribunal. Le procureur Daveiss demande un report parce que Davis Floyd (en), l'un de ses témoins clés, député dans l'Indiana, ne pouvait pas être présents au tribunal. Le 2 décembre, Daveiss demande un second report, cette fois parce que John Adair, aussi témoin, n'est pas présent. En effet, Adair était en Louisiane pour inspecter une parcelle de terrain qu'il venait d'acheter. À son arrivée à La Nouvelle-Orléans, il est arrêté sur l'ordre de son ancien commandant, James Wilkinson, alors gouverneur du Territoire de Louisiane.
Henry Clay insiste pour que le procès ait lieu en l'absence d'Adair, et, le lendemain, le procureur Daveiss présente son acte d'accusation contre Burr pour trahison et contre Adair comme co-conspirateur. Après avoir entendu les témoignages, le grand jury rejette les accusations contre Adair et contre Burr deux jours plus tard. Après la décision du grand jury, Adair attaque en retour Wilkinson devant un tribunal fédéral. La bataille juridique entre les deux hommes dure plusieurs années. Le tribunal juge que Wilkinson n'avait aucune preuve solide contre Adair et condamne Wilkinson à présenter des excuses publiques et à payer à John Adair 2 500 $ en dommages-intérêts. L'acquittement d'Adair arrive trop tardivement pour empêcher les dommages sur sa carrière politique et il perd l'élection sénatoriale de plein mandat en novembre 1806. Il n'attend pas l'expiration de son mandat partiel et il démissionne le 18 novembre 1806.

## Guerre anglo-américaine de 1812
Adair rejoint la milice du Kentucky au début de la guerre anglo-américaine de 1812. Après la victoire d'Oliver Hazard Perry obtenue à la bataille du lac Érié, le 10 septembre 1813, le général William Henry Harrison lance un appel au gouverneur du Kentucky, Isaac Shelby, pour recruter des troupes dans le Kentucky et le rejoindre dans son invasion du Canada. Shelby demande à Adair de lui servir de premier aide-de-camp. Il est secondé par le futur gouverneur du Kentucky et sénateur américain John J. Crittenden et le futur sénateur et Postmaster General des États-Unis William T. Barry comme secrétaire. L'action d'Adair durant la campagne est louable notamment lors de la victoire américaine à la bataille de la rivière Thames, le 5 octobre 1813. Shelby loue Adair pour ses services et, en 1814, il le fait adjudant-général du Kentucky et l'élève au rang de général de brigade,.
À la fin de 1814, Andrew Jackson demande des renforts au Kentucky pour assurer la défense du golfe du Mexique. John Adair lève rapidement trois régiments, mais le gouvernement fédéral ne leur fournit aucune arme et aucun moyen de transport. James Taylor, Jr., Quartier-maître général de la milice de l'État, prend une hypothèque de 6 000 $ sur son propre terrain pour acheter des bateaux de transport pour Adair et ses hommes. Le nombre d'hommes accompagnant Adair est contesté ; les sources donnent un nombre compris entre 700 et 1500,. Beaucoup n'ont pas d'armes, et ceux qui en ont, utilisent principalement leurs propres fusils,. John Thomas, qui accompagne Adair, tombe malade juste avant la bataille, laissant Adair responsable de tous les Kentuckiens présent à la bataille.

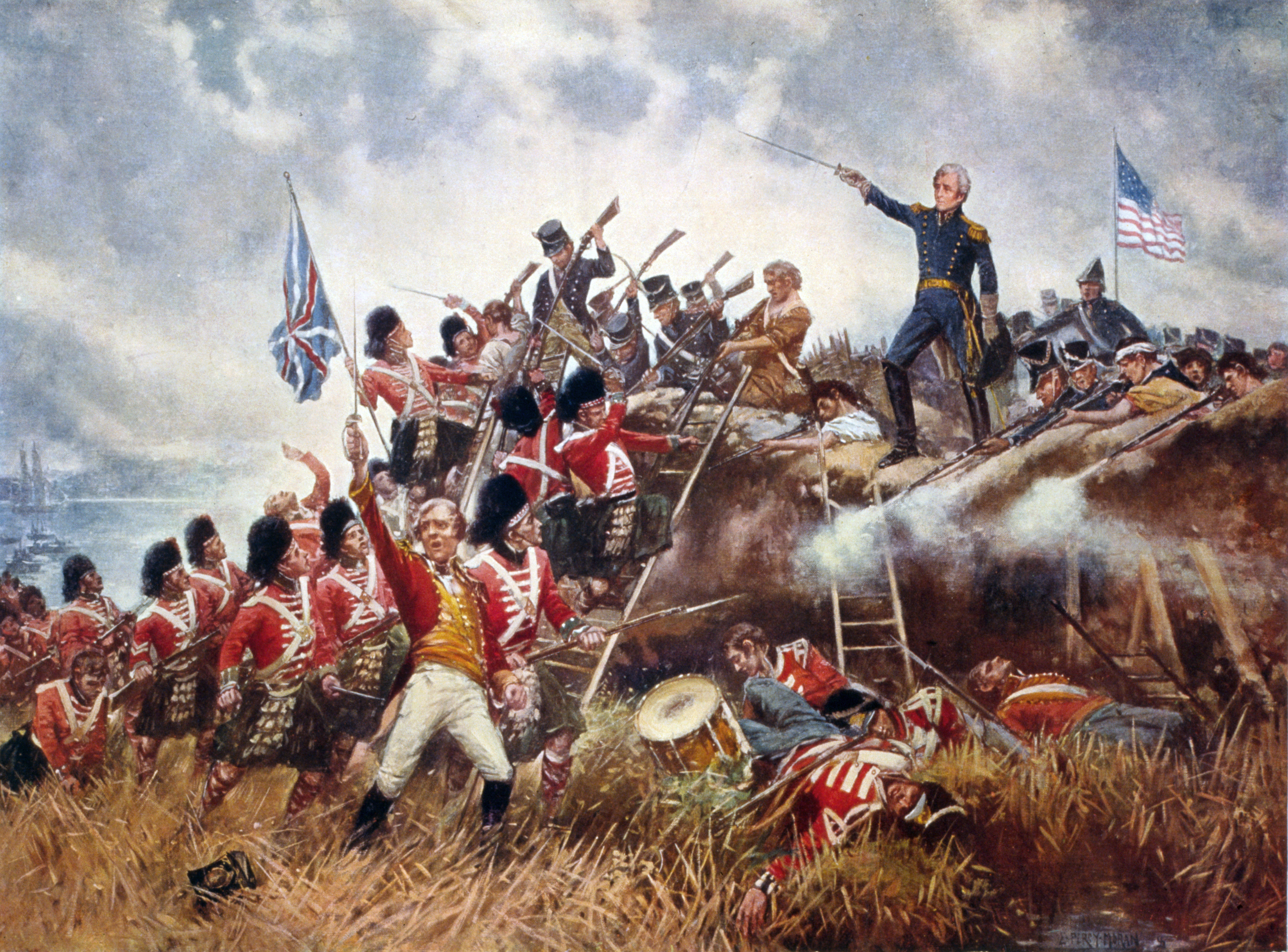
Le Général Andrew Jackson au sommet du parapet dirigeant ses troupes repoussant l'assaut britannique (Edward Percy Moran - 1910).

Le 7 janvier 1815, Adair se rend à La Nouvelle-Orléans et insiste pour que les dirigeants de la ville lui fournissent les armes de l'arsenal de la cité pour ses miliciens. Les fonctionnaires acceptent à la condition que ce transfert soit gardé secret vis-à-vis de la population. Les armes sont placées dans des caisses et livrées au camp de John Adair dans la nuit du 7 janvier. Sur la suggestion d'Adair, ses hommes sont placés en réserve derrière la milice du Tennessee de William Carroll. Afin de pouvoir rapidement renforcer les lignes américaines là où le gros des troupes britanniques attaquera.
Apparemment pas informé de la demande d'Adair, ce soir-là, Andrew Jackson ordonne à 400 miliciens non armés du Kentucky, placés sous les ordres du colonel John Davis, de marcher sur la Nouvelle-Orléans afin d'obtenir des armes, et renforcer les 450 miliciens de Louisiane sous les ordres de David B. Morgan situé sur la rive ouest du Mississippi,. Quand ils arrivent à la Nouvelle-Orléans, ils apprennent que les armes de la ville ont déjà été expédiées à John Adair. Les citoyens recueillent les quelques armes qui leur restent (pour la plupart de vieux fusils hors d'état) et les remettent aux hommes de Davis. Environ 200 hommes sont ainsi armés quelques heures avant le début de la bataille de La Nouvelle-Orléans, mais le reste des hommes de Davis doit retourner au camp sans armes.
À l'approche des Britanniques le matin du 8 janvier, il devient évident qu'ils allaient tenter de briser les lignes américaines à travers les troupes du Tennessee de Carroll, et John Adair s'avança avec ses hommes pour les soutenir. La principale ligne américaine repousse l'attaque britannique. Au total, seulement six Américains sont tués et sept blessés. Pendant ce temps, les Kentuckiens de Davis, positionnés sur la rive ouest, sont envoyés contrer l'avance des forces britanniques secondaires. En infériorité numérique, mal armés, et sans le bénéfice de parapets ou le soutien d'artillerie, ils sont rapidement débordés et contraints de battre en retraite. Voyant la retraite des troupes de Davis, les miliciens de Morgan abandonnent leurs parapets ; Adair affirma plus tard qu'ils n'avaient jamais tiré un coup de feu. C'est le seul succès britannique lors de cette bataille mais Andrew Jackson eut du mal à digérer le retrait des troupes américaines sur la rive ouest du fleuve.

## Polémique avec Andrew Jackson

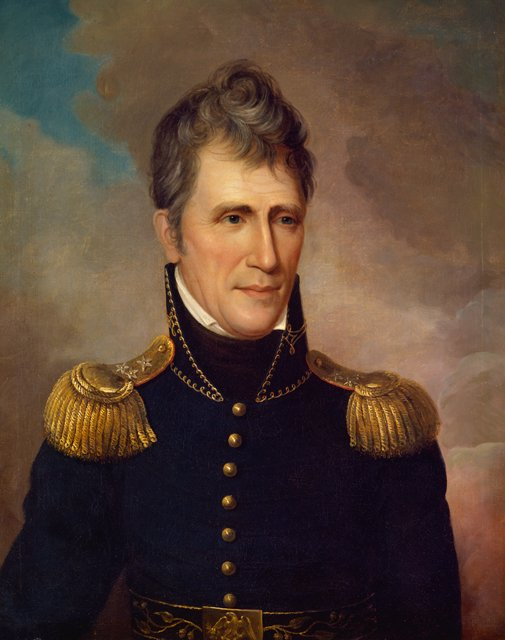
Andrew Jackson et Adair engagés dans une dispute publique sur la conduite de la milice du Kentucky à la bataille de La Nouvelle-Orléans.

Le rapport officiel d’Andrew Jackson blâme les troupes du Kentucky pour leur retraite et l'effondrement des défenses sur la rive ouest du Mississippi lors de la Bataille de La Nouvelle-Orléans. De nombreux Kentuckiens ont le sentiment qu'il minimise l'importance des miliciens d’Adair dans la résistance des lignes américaines sur la rive Est,. Les troupes du colonel John Davis, incriminé par Andrew Jacskon, insistent sur le fait que le rapport se fonde sur une méconnaissance des évènements par ce dernier. Ils demandent à John Adair d’initier une commission d'enquête. Elle se réunit en février 1815 avec le major-général William Carroll du Tennessee comme président,. Le rapport de la cour conclut que « la retraite de la milice du Kentucky, compte tenu de leur position, de leur manque d'armes, et d'autres causes, peut être excusable », notant que 500 soldats de la Louisiane secondés par trois pièces d'artillerie et protégés par un solide parapet se sont limités à défendre une ligne qui s'étendait seulement sur 180 m, tandis que les 170 Kentuckiens de Davis, mal armés et protégés seulement par un petit fossé, étaient censés défendre une ligne de plus de 270 m de long. Le 10 février 1816, l'Assemblée générale du Kentucky adopte une résolution remerciant Adair pour son action à la bataille de La Nouvelle-Orléans et pour sa défense des soldats mis en cause par Andrew Jackson.
Andrew Jackson approuve les conclusions de la Cour, qui, si elles se montrent clémentes avec les troupes du Kentucky, ne réfutent pas totalement les conclusions de ce dernier. Dans une lettre rendue publique, Adair — autrefois l'un des amis proches de Jackson — insiste pour que Jackson retire ou modifie son rapport officiel, ce que Jackson refuse,. En juin 1815, H.P. Helm, secrétaire du général John Thomas, envoie à un journal de Frankfort les notes du général qui avaient été annexées au compte-rendu officiel. Ces observations indiquent que le général était convaincu que les rapports initiaux de lâcheté des hommes de Davis avaient été déformés et que leur retraite était « non seulement excusable, mais absolument justifiable ». Ces remarques, qui ont fait le tour du Kentucky, ont été interprétées comme une réponse de Jackson à la lettre d’Adair, alors qu’elles étaient du général John Thomas et qu’Andrew Jackson n’en avait jamais eu connaissance. Helm affirme avoir envoyé une correction aux journaux qui ne l’ont jamais publiée.
Jackson ne découvre ces commentaires qu’au moment de leur republication en janvier 1817 en réponse aux critiques d'un journal de Boston sur les miliciens du Kentucky. Il écrit alors au Kentucky Reporter pour dénoncer les notes comme une contrefaçon. Le journal fait une enquête et publie une explication sur la façon dont les notes de John Thomas ont été finalement attribuées à Jackson. En avril 1817, Andrew Jackson, laisse entendre que c’est John Adair qui avait intentionnellement déformé les propos. Adair affirme que les propos tenus par Jackson sont emplis de références à peine voilées sur sa prétendue participation à la conspiration de Burr. Comme preuve ostensible qu'il n'était pas spécialement prédisposé contre le Kentucky, Jackson précise qu’il n’a émis aucune autre critique contre les miliciens du Kentucky lors des autres phases de la bataille. Cette dernière lettre expose le différend entre Jackson et Adair sous les projecteurs nationaux. Cela incite Adair à réfuter publiquement, en mai 1817,, les charges de Jackson sur sa participation à la conspiration de Burr, aux accusations de manipulation dans l’affaire des notes et à reprendre la défense des hommes de Davis,. Pour Adair, Jackson accuse sans la moindre preuve et il rappelle que Jackson avait également été impliqué avec Burr dans cette histoire.
La réponse d'Andrew Jackson, retardée par ses négociations avec les indiens Cherokees, est imprimée le 3 septembre 1817 et devant l'impossibilité de fournir des preuves tangibles contre Adair, il fournit des preuves indirectes qu'une conspiration était possible. Il utilise aussi des arguments alambiqués pour avancer qu’Adair avait seulement la moitié du nombre d’hommes qu'il prétend avoir commandé à la bataille de La Nouvelle-Orléans. En outre, il affirme qu’Adair a ordonné à Davis de se procurer des armes à La Nouvelle-Orléans en sachant pertinemment que les armes avaient déjà été prises par ses autres brigades. Ce qui implique selon Jackson que soit Adair a donné un ordre insensé, soit qu'il n'avait pas autant d'hommes qu’il le prétend. Il conclut en promettant que ce serait sa dernière déclaration sur la question. La réponse d’Adair est publiée le 29 octobre 1817. Dans ce document, il cite une lettre de l’aide de camp de Jackson montrant que ce dernier avait été mis au courant de l'existence et de la paternité des propos de John Thomas dès 1815. Il défend également le nombre d’hommes placé sous son commandement à la bataille de La Nouvelle-Orléans qui selon lui était de l’ordre de 1 000 hommes. Il demande pourquoi Jackson a attendu aussi longtemps avant de lancer cette controverse si c’était vrai. Enfin, il affirme que, non seulement il a récupéré les armes de La Nouvelle-Orléans sous les ordres de Jackson, mais qu’il montait le cheval de Jackson lui-même à La Nouvelle-Orléans pour effectuer la transaction. Sans aucune preuve sur les différents événements invoqués, les tensions entre les deux hommes finissent par retomber. John Adair vient même soutenir Jackson après la mort de sa femme Rachel en 1828. Adair milite également en faveur d'Andrew Jackson lors de ses campagnes présidentielles de 1824, 1828 et 1832.

## Gouverneur du Kentucky
La participation d’Adair à la guerre de 1812 et sa correspondance ultérieure avec Jackson permettent de rétablir sa réputation. Il continue à servir comme adjudant-général jusqu'en 1817, lorsque les électeurs le renvoient à la Chambre des représentants du Kentucky,. En effet, il réussit à s’attirer le soutien des membres des deux parties, majoritairement du fait de sa correspondance avec Jackson et de sa défense des soldats du Kentucky.
Dans la foulée de la panique de 1819 — la première crise financière majeure de l'histoire des États-Unis — l'enjeu politique principal se trouve être l’allégement de la dette. Le gouvernement fédéral crée la Second Bank of the United States en 1817. Cette dernière conduit une politique de crédit rigoureuse qui frappe durement les États, et en particulier le Kentucky. Le gouverneur en place, Gabriel Slaughter, tente de faire pression pour obtenir des mesures favorisant les débiteurs. Deux factions s’opposent alors autour de la question de l'allégement de la dette. La première, le Relief party, principalement composée de spéculateurs fonciers qui avaient acheté de grandes parcelles de terrain à crédit et qui étaient incapables de rembourser leurs dettes en raison de la crise financière, veut obtenir une législation plus favorable aux débiteurs. Opposée à ces derniers, l’Anti-Relief Party essentiellement composée de l'aristocratie du Kentucky, dont beaucoup étaient créanciers des spéculateurs fonciers, exige que leurs contrats soient respectés sans ingérence du gouvernement. Il affirme que l’intervention du gouvernement ne ferait que prolonger la crise économique.
Adair se fait le chef de file de la première faction favorable à l’intervention du gouvernement,. Lors de l'élection au poste de gouverneur de 1820, Adair recueille 20 493 votes, le sénateur américain William Logan termine second avec 19 497, le général Joseph Desha en obtient 12 419, et le colonel Anthony Butler ne rassemble que 9 567 votes. Les partisans de l'allégement de la dette obtiennent la majorité aux deux chambres de l’assemblée.

### Le problème de la dette
L’historien américain Lowell H. Harrison (en) estime que la mesure la plus importante mise en œuvre au cours de l'administration d’Adair a été la création de la Banque du Commonwealth en 1820. Cette banque accorde des prêts généreux et émet beaucoup de papier-monnaie. Les billets émis par la Banque du Commonwealth perdent alors rapidement de la valeur. Pour inspirer confiance dans les billets, Adair exige que tous les agents de l'État reçoivent leurs salaires avec des billets émis par la Banque du Commonwealth. L’autre banque de l'État, la Banque du Kentucky, conserve des pratiques bancaires plus prudentes. Elle a également rendu les prêts moins disponibles, ce qui a irrité les législateurs qui, par conséquent, ont révoqué la charte de la Banque en décembre 1822. Adair a aussi supervisé l'abolition de l'incarcération pour dettes impayées.
La Cour d'appel, alors plus haute juridiction de l’État, annule une loi ordonnant une suspension de deux ans sur les obligations contractuelles des débiteurs. Peu après, la Cour suprême des États-Unis rend sa décision dans le cas Green v. Biddle. Elle estime que les revendications territoriales accordées par la Virginie dans le district du Kentucky avant que le Kentucky ne devienne un État indépendant sont prioritaires sur celles qui sont accordées par l'État du Kentucky. Adair dénonce cette décision dans une intervention en 1823. Il met en garde contre l'ingérence de la justice fédérale dans la volonté du peuple, exprimée par la loi. Enhardi par le message d'Adair, le Relief party cherche à évincer de leur siège les trois juges de la Cour d'appel du Kentucky, ainsi que James Clark, un juge d'un tribunal inférieur qui avait pris une décision similaire. Mais il ne réussit pas à obtenir la majorité des deux tiers requise à cette fin.

### Les autres questions

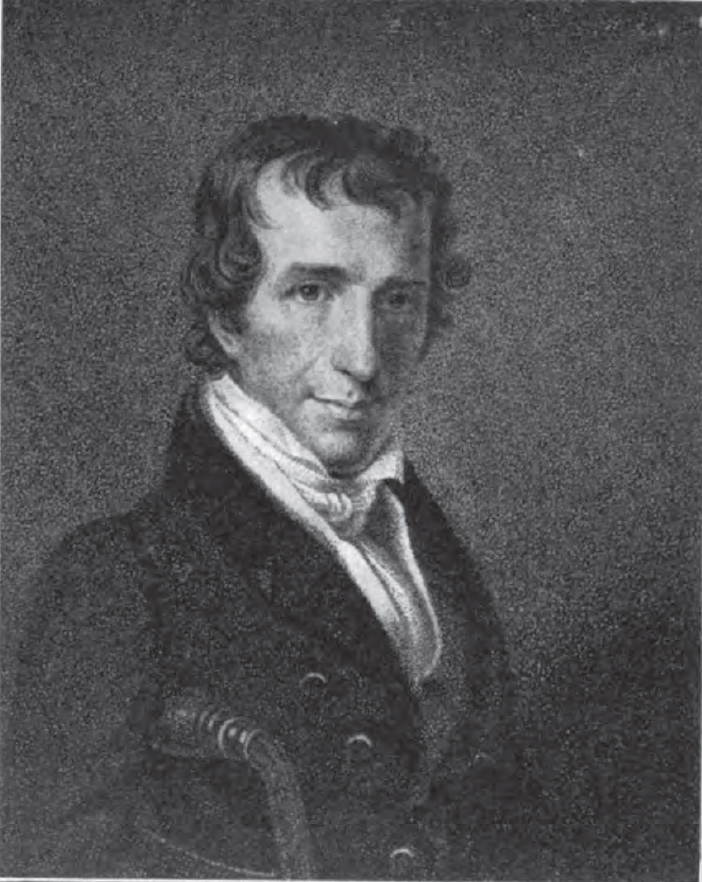
William T. Barry, lieutenant-gouverneur du gouverneur John Adair.

John Adair exhorte les législateurs à créer un système scolaire public. En réponse, l'Assemblée du Kentucky adopte une loi créant un Literary Fund d’État qui reçoit la moitié des bénéfices nets accumulés par la Banque du Commonwealth. Le Fonds devait être disponible, pour chacun des comtés de l'État afin de mettre en place un système d'enseignement général. Mais dans le contexte économique tumultueux, les législateurs ont systématiquement emprunté au Fonds dans le but de subvenir à d'autres priorités, principalement pour des travaux publics.
Le lieutenant-gouverneur du Kentucky, William T. Barry et John Pope, secrétaire d'État sous le prédécesseur de John Adair, dirigent un comité de six personnes chargé d'étudier la création d'un système d'écoles publiques. Le rapport Barry, livré à l'Assemblée en décembre 1822 est salué par John Adam, Thomas Jefferson et James Madison,. Rédigé par Amos Kendall, le rapport veut favoriser la concession de terres à des fins scolaires. Il conclut également que le Literary Fund seul est insuffisant pour financer un réseau d'écoles publiques. Le rapport recommande que les fonds soient mis à la disposition uniquement des comtés qui ont imposé une taxe au bénéfice d’un système scolaire public. Les législateurs ont dans l'ensemble ignoré le rapport, une décision que l'historien Thomas D. Clark (en) a qualifié comme l'une des erreurs les plus graves de l'histoire de l'éducation américaine.
Le soutien de John Adair au Compromis du Missouri joue un rôle majeur dans son approbation par les législateurs du Kentucky. Adair plaide aussi pour une réforme des prisons et un meilleur traitement des aliénés. Il supervise également l'adoption d'un plan de travaux publics comprenant l'amélioration de la navigation sur la rivière Ohio.

## Fin de vie
Interdit par la Constitution de l'État de chercher une réélection immédiate, Adair se retire dans sa ferme dans le comté de Mercer, à l'expiration de son mandat de gouverneur. Peu de temps après son retour à la vie privée, il a commencé à se plaindre de la faible valeur de la Banque du Commonwealth — une valeur divisée par deux par rapport à sa valeur nominale — et il demande au législateur de remédier à la situation. La plainte d'un ancien soutien du Relief Party sur les effets néfastes de la législation pro-Relief invite à de nombreux commentaires ironiques des membres de l’Anti-Relief Party.
Adair apparaît une dernière fois dans la vie publique, lorsqu’il est élu à la Chambre des représentants des États-Unis comme démocrate en 1831. Lors du 22e Congrès (1831-1833), il siège à la Commission des forces armées de la Chambre des représentants des États-Unis. Durant son mandat, il ne prend la parole qu’une seule fois, mais il était si inaudible que personne n'a compris quelle position il défendait. Le journaliste présent spécula qu'il parlait des troupes montées à cheval. Il n'a pas cherché à se faire réélire, en 1833, et quitte définitivement la vie publique.
Il meurt chez lui à Harrodsburg le 19 mai 1840. Il est inhumé sur ses terres à White Hall dans le comté de Mercer. En 1872, ses restes sont transférés au cimetière de Frankfort, et l'État fait poser une plaque en son honneur sur sa tombe. En plus du comté d'Adair dans le Kentucky, le comté d'Adair dans le Missouri, le comté d'Adair dans l'Iowa, et les villes d'Adairville dans le Kentucky et d'Adair dans l'Iowa, portent son nom en son honneur,.